# Grönakleja
Grönakleja (Aquilegia viridiflora) tillhör familjen ranunkelväxter och beskrevs av Pall.. Dess väldoftande centimeterstora blommor har mörkgröna hylleblad och brunvioletta kronblad. Sporrarna är för släktet ovanligt korta. Hemorten är östra Sibirien till västra Kina. Tåligheten är tillräcklig för odling på skyddade platser i hela Sverige, men växten lever inte så många säsonger. Den kan emellertid lätt förökas genom sådd av insamlade frön.
Inga underarter finns listade i Catalogue of Life.